# Kawthar (nome)
Kawthar (in alfabeto arabo: كوثر, traslitterato anche come Kausar) è un nome proprio di persona arabo maschile e femminile.

## Origine e diffusione
Riprende il termine arabo كوثر (kawthar), che vuol dire "abbondanza", "pienezza di beni". Al-Kawthar è il titolo della 108ª sūra del Corano, e il Kawthar è una delle sorgenti del paradiso islamico.